# Sierra de Gredos
Sierra de Gredos er en bjergkæde i det centrale Spanien, mellem Ávila, Cáceres, Madrid og Toledo. Området er en del af en regionspark. Det højeste bjerg er Pico de Almanzor på 2.592 meter over havet.
La Vera-områet mellem Plasencia, Barajas de Gredos og Arenas de San Pedro i Sierra de Gredos har mange gargantas, smukke bjergbække. La Vera har et mildere klima end andre steder i bjergene, med varme somre men usædvanlig kolde vintre.

## Flora
I Gredos finder man en varieret vegetation, som er nøje forbundet med de højdeforhold, som man stiger op til. Sten-Eg, Ægte Kastanje, Rød-El, Almindelig Røn, Vorte-Birk, Bævre-Asp, arter af Pil, Pyrenæisk Eg er almindelige, vekslende i nogle etager med arter af Fyr. På de højeste steder dominerer krat med Pyrenæisk Gyvel, Krybende Ene og forskellige varieteter af Romerkamille.
I Gredosbjergene er der udskilt fire etager i vegetationen. Den nederste etage eller Sten-Eg-etagen, etagen med pyrenæisk eg, etagen med Cytisus oromediterraneus som er domineret af netop denne art og etagen med bjergtoppenes enge, hvor der vokser planter med ringe højde, som er tilpasset at kunne tåle de hårde betingelser på bjergtoppene.
- etage med Sten-Eg: 300-550 m
- etage med Pyrenæisk Eg: 550-1.800 m
- etage med Pyrenæisk Gyvel: 1.800-2.300 m
- etage med højtliggende enge: 2.300-2.592 m.

- Sten-Eg og Kork-Eg

På mange steder i Gredos er skovene med Sten-Eg blevet ødelagt og i stedet er der opstået krat. På den sydlige del af hovedkæden er sten-egene ofte blandet med Kork-Eg, men dette træ tåler ikke tørre og kolde forhold ret godt, og derfor mangler det på de områder, som findes på nordsiden af de højeste toppe i Gredos. Arter fra disse skove er Almindelig Jordbærtræ, Campanula lusitanica (en art af Klokke), Daphne gnidium (en art af Dafne), Digitalis thapsi (en art af Fingerbøl), Duskhyacint, Engriflet Hvidtjørn, Halimium umbellatum (en art af Saltbusk), Harpiks-Soløjetræ, Lavandula pedunculata (en art af Lavendel), Middelhavs-Ene, Paeonia broteri (en art af Pæon), Palmebladet Anemone, Poppelbladet Soløjetræ, Portugisisk Astragel, Salviebladet Soløjetræ, Spansk Klokkeskilla, Spansk Timian, Sydlig Lyng, Toradet Star, Træ-Lyng og Vinter-Gyvel.
- Pyrenæisk Eg og Fyr

Skove med Pyrenæsisk Eg danner et vegetationsbælte, som begynder ved foden af de første skråninger i Gredos og fortsætter til en højde som svinger mellem 1.500 og 1.700 m. Mange af disse skove er blevet erstatte med skove bestående af Skovfyr eller Strand-Fyr. På det østlige massivs sydskråninger findes der naturlige skove med Sort-Fyr. Karakteristiske planter i disse skove er Aksel-Røn, Almindelig Bjørneklo, Almindelig Blåhat, Almindelig Gyvel, Almindelig Rederod, Almindelog Akeleje, Alpe-Kobjælde, Bakke-Gøgeurt,
Bjerg-Markarve, Blodrød Storkenæb, Bonderose, Centaurea triumphetti (en art af Knopurt), Echium flavum (en art af Slangehoved), Euphorbia oxyphylla (en art af Vortemælk), Fladkravet Kodriver, Genista cinerascens (en art af Visse), Geum sylvaticum (en art af Nellikerod), Hvid Diktam, Hypericum linarifolium (en art af Perikon), Kantet Konval, Krans-Lilje, Krans-Torskemund, Kransbørste, Krat-Viol, Langstilket filtrose, Laurbærbladet Soløjetræ, Liljekonval, Linaria elegans (en art af Torskemund), Læge-Ærenpris, Melittis, Narcissus cantabricus (en art af Narcis), Orkide-Narcis, Pindsvine-Kamgræs, Pyrenæisk Storkenæb, Ranunculus paludosus (en art af Ranunkel), Rapunsel-Klokke, Rosmarin-Cypresurt, Rød Skovlilje, Skov-Jordbær, Skov-Storkenæb, Skærm-Okseøje, Spansk Iris, Stinkende Nyserod, Sød Astragel, Tyndakset Gøgeurt og Ugrenet edderkopurt.
- Tørre enge

Disse arter kan optræde hurtigt og i store mængder, og de kommer efter ødelæggelse af skove og krat. Man finder planter som Armeria arenaria' (en art af Engelskgræs), Bakke-Nellike, Centaurea amblensis (en art af Knopurt), Fransk Limurt, Gul Bartsie, Håret Høgeurt, Linaria spartea (en art af Torskemund), Løg-Rapgræs, Ornithopus compressus (en art af Fugleklo), Rank Potentil, Rødknæ, Savbælg, Stor Hjertegræs, Trifolium stellatum (en art af Kløver), Tunge-Serapias og Vejbred-Slangehoved.
- Fugtige enge

I de fugtigste enge finder man planter som f.eks. Almindelig Hjertegræs, Almindelig Kamgræs, Almindelig Røllike, Bleg Gøgeurt, Dunet Vejbred, Eng-Nellikerod, Europæisk Engblomme, Fløjlsgræs, Knoldet Mjødurt, Liden Skjaller, Narcissus confusus (en art af Narcis), Plettet Gøgeurt, Rød Kløver, Sorthoved-Knopurt, Tormentil,
Trævlekrone, Tæge-Gøgeurt og Vellugtende Gulaks.
- Dale og bredder langs floder og strømme

Her hører de arter hjemme, som vokser i skove med Rød-El, Vorte-Birk og Portugisisk Laurbærkirsebær. Her finder man Almindelig Brunelle, Alminndelig Søpryd, Bævre-Asp, Galium broterianum (en art af Snerre), Giftig Klaseskærm, Hypericum undulatum (en art af Perikon), Rundbladet Mynte, Salix atrocinerea (en art af Pil),
Stiv Star, Svømmende Vandaks, Tørst og Vinter-Snebolle.
- Søbredder

Langs bredderne af de højtliggende søer i bjergene vokser arter, der er interessante på grund af deres sjældenhed i Spanien, men også på grund af deres skønhed. Det er f.eks. Callitriche brutia (en art af Vandstjerne), Gul Rævehale, Liden Andemad, Liden Blærerod, Sparganium angustifolium (en art af Pindsvineknop) og Tandet Sødgræs.
- Katteskæg-samfund

Her er der tale om enge, der er domineret af den græsart, som hedder Katteskæg, og som danner store flader i let fugtige jorde på de høje dele af Gredos. Planter fra disse plantesamfund er Almindelig Mælkeurt, Alpe-Tjærenellike, Crocus carpetanus (en art af Krokus), Dværg-Evighedsblomst, Finbladet Bjørnerod, Fransk Blåmunke, Gagea soleirolii (en art af Guldstjerne), Glat Korsblad, Klokke-Ensian, Knold-Ranunkel, Krinoline-Narcis, Lyng-Snerre, Mark-Frytle og Mose-Troldurt.
- Højmoser

Højmoser er økosystemer, hvor jorden er mættet med stillestående eller næsten stillestående vand. Mangel på ilt hindrer omdannelse af organisk bundet kvælstof til ioner, der kan optages af planterne. Det tvinger dem til at tilpasse sig, så de kan skaffe dette nødvendige næringsstof. Derfor har planterne udviklet forskellige strategier, og blandt dem finder man evnen til at fange og fortære insekter, hvis kvælstof bliver optaget gennem bladene. Andre arter har gavn af symbiose med svampe (mykorrhiza) eller bakterier, som klarer optagelsen af atmosfærisk kvælstof. Planter fra dette miljø er Almindelig Leverurt, Almindelig Star, Bredbladet kæruld, Bukkeblad, Glanskapslet Siv, Grøn Star, Klokke-Lyng, Kær-Ranunkel og Liden Soldug.
- Krat med Pyrenæisk Gyvel

Disse krat er et af de mest almindelige plantesamfund i Gredos, og de dækker store arealer. Disse samfund danner den typiske, submediterrane etage. Krattene udgør velafgrænsede områder, hvor der vokser planter, som er typiske for samfundene. Planter fra disse krat er Almindelig Ene, Bølget Bunke, Fritillaria nervosa (en art af Vibeæg), Linaria nivea (en art af Torskemund), Pedicularis comosa (en art af Troldurt), Visse-Gyvelkvæler og Vårspergel.
- Klippehylder og -sprækker

De planter, som vokser i klipperne, kan kaldes ægte overlevere, for de har tilpasset sig hårde vilkår. Under istiderne tilpassede nogle planter sig de snefrie klippevægge, og under deres isolation udviklede de sig til de nuværende arter. Det forklarer det høje antal af endemismer, som klippernes flora indeholder. Planter fra disse voksesteder er Alchemilla saxatilis, Almindelig Røn, Alpe-Pileurt, Antirrhinum grosii, Armeria bigerrensis, Centaurea avilae, Dianthus lusitanus, Dværg-Dueurt, Narcissus rupicola, Sempervivum vicentei, Silene boryi og Valeriana tripteris.
- Stenskred

Fra et biologisk synspunkt er stenskred bevægelige voksesteder, som har magre jorde, der er fattige på næringsstoffer, hvad der påvirker vækstformen hos de planter, som vokser dér. Nogle af planterne fra dette voksested er Alpe-Voldtimian, Reseda gredensis (en art af Reseda), Santolina oblongifolia (en art af Cypresurt), Senecio pyrenaicus (en art af Brandbæger), Spansk Mandstro og Storblomstret Hønsetarm.
- Sæterenge

De typiske planter fra de høje sæterenge er Agrostis rupestris (en art af Hvene), Aks-Frytle, Bjerg-Vejbred, Dværgevighedsblomst, Halvkugle-Rapunsel, Koeleria caudata (en art af Kambunke), Lav Bisamtidsel, Pyrenæisk Engelskgræs, Sedum brevifolium (en art af Stenurt), Silene ciliata (en art af Limurt), Tidlig Timian og Tregriflet Hønsetarm.
- Kilder og bække

I fugtige områder kan man møde Almindelig Fredløs, Almindelig Hønsetarm, Eng-Kabbeleje, Eng-Viol,Festuca rivularis (en art af Svingel), Græsbladet Fladstjerne, Kantet Dueurt, Kær-Tidsel, Myosotis secunda (en art af Forglemmigej), Stjerne-Stenbræk, Stor Vandarve og Sump-Kællingetand.
- Storstauder

I kløfternes revner, der ligger i skygge størstedelen af dagen, og hvor luftfugtigheden er høj, opstår plantesamfund, bestående af bladrige planter. De har som regel brede blade, fordi de ikke behøver at beskytte sig mod udtørring. I Gredos rummer disse samfund planter, som foretrækker fugtige skove, når de lever i mere nordlige egne. Det drejer sig om fine og sjældne arter, som må beskyttes. Blandt dem findes planter som Angelica major (en art af Kvan), Almindelig Druemunke, Almindelig Firblad, Blå Stormhat, Bugtet Fjeldkonval, Gederams, Grå Hovblad, Gul Ensian, Hvid Foldblad og Stormhatbladet Ranunkel.

### Endemiske planter i Gredos
- Androsace vitaliana subsp. aurelii (en underart til en art af Fjeldarve)
- Antirrhinum grosii (en art af Løvemund)
- Armeria bigerrensis subsp. bigerrensis (en underart til en art af Engelskgræs)
- Centaurea avilae (en art af Knopurt)
- Dianthus gredensis (en art af Nellike)
- Misopates rivas-martinezii (en art af Løvemund)
- Santolina oblongifolia (en art af Cypresurt)
- Saxifraga pentadactylis subsp. almanzorii (en underart til en art af Stenbræk)
- Scrophularia bourgeana (en art af Brunrod)
- Scrophularia reuteri (en art af Brunrod)
- Sedum campanulatum (en art af Stenurt)
- Sideritis borgiae subsp. relegata (en underart til en art af Kortkrone)